# Qianlong
O Imperador Qianlong (乾隆 Qiánlóng) (Hongli (弘历), 25 de setembro de 1711 - 7 de fevereiro de 1799) foi o quinto imperador manchu da Dinastia Qing, e o quarto imperador Qing da China. Quarto filho do imperador Yongzheng, ele reinou oficialmente a partir de 18 de outubro de 1735 até 9 de fevereiro de 1796, quando abdicou em favor de seu filho, Jiaqing. Apesar de sua abdicação, ele reteve o poder até a sua morte em 1799. Escreveu mais de 40 mil poemas, embora não fosse particularmente talentoso, cuidava das questões de estado de manhã e a tarde pintava e escrevia poemas, era a imagem do governante chinês ideal.